# 茂木草介
茂木 草介（もぎ そうすけ、1910年1月1日 - 1980年7月14日）は、日本の脚本家。
日本放送作家組合会員、日本演劇協会会員。本名、宮崎一郎。

## 人物
大阪府大阪市西区生まれ。
幼少時代は船場の空気を吸って育ち、それが後年の代表作などに生かされることとなる。同志社大学中退。会社員時代から書き出し、戦前のサンデー毎日の小説賞を受賞して作家生活に入る。戯曲を数多く手掛け、ラジオドラマの放送作家として、多くの脚本を執筆して活躍。テレビ放映開始時には在阪各局のドラマを数多く手掛け、一躍売れっ子ライターとなる。
1961年に『執行前三十分』（朝日放送）で第1回モンテカルロ・テレビ祭演出・脚本部門最優秀賞、同年『釜ヶ崎』（朝日放送）で芸術祭大賞文部大臣賞、1962年『道 - ある技術者の半生』（東海テレビ）で芸術祭奨励賞、1969年『時のなかの風景』(NHK)で芸術祭優秀賞。
NHK大河ドラマ『太閤記』（1965年）『樅ノ木は残った』（1970年）などの脚本も担当し、関西在住の関西派のシナリオ作家として重きをなした。
下層の庶民を描くことを得意とした。『みだれがみ』は与謝野晶子を描いたもの。『けったいな人びと』は、自ら『大槌家の人びと』として小説化した。

## 主な脚本作品

### テレビドラマ
- 部長刑事 第32回「非番」（1959年、大阪テレビ）
- 東芝日曜劇場 / 執行前三十分（1960年、朝日放送）※モンテカルロ・テレビ祭演出・脚本部門最優秀賞
- NECサンデー劇場 / 裁きの果て（1960年、毎日放送）※芸術祭参加
- 東芝日曜劇場 / 三婆（1961年、TBS）
- ナショナル日曜観劇会 / 釜ヶ崎 (テレビドラマ)（1961年、朝日放送）※芸術祭大賞と文部大臣賞
- 道 - ある技術者の半生（1962年、東海テレビ）※芸術祭奨励賞
- 大河ドラマ / 太閤記（1965年、NHK）
- 松本清張シリーズ / 遠くからの声（1966年、関西テレビ）
- 横堀川（1966 - 67年、NHK）
- みだれがみ（1967 - 68年、NHK）
- テレビ文学座 -名作に見る日本人- / 坊つちやん（1968年、毎日放送）
- 流れ雲（1968年 - 1969年、NHK）
- 時のなかの風景（1969年、NHK）※芸術祭優秀賞
- 大河ドラマ / 樅ノ木は残った（1970年、NHK）
- 女徳（1971年、毎日放送）
- 女人幻想（1972年、NHK）
- けったいな人びと（1973年 - 1974年、NHK）
- 国境のない伝記 クーデンホーフ家の人びと（1973年、NHK）
- 続けったいな人びと（1975年 - 1976年、NHK）
- 銀河テレビ小説 / 女の一生（1977年、NHK）
- 埴生の宿（1978年、NHK）
- 極楽日記（1980年、NHK）

### 映画
- 野良猫（1958年、東宝+宝塚映画）
- 若い仲間たち うちら祇園の舞妓はん (原作 1963年、東宝+宝塚映画)
- 横堀川（劇化 1966年、松竹大船）

## 著作
- 茂木草介放送ドラマ集（1959年、創元社）
- ボロボロ人生の唄 釜ケ崎物語（1964年、秋田書店「サンデー新書」）
- みだれがみ（1967年 - 1968年、東京文芸社）
- けったいな人びと 1-3（1973年 - 1974年、日本放送出版協会）
- 大槌家の人びと（1974年、日本放送出版協会）
- 埴生の宿（1978年11月、日本放送出版協会）